# 邱品涵
邱品涵（1999年12月24日—），出生於臺灣臺北市，台灣女子偶像歌手。前女子偶像團體AKB48 Team TP Unit Peek A Boo成員，也曾是日本職棒太平洋聯盟福岡軟銀鷹隊的啦啦隊Honeys成員。

## 經歷
2015年時參與AKB48台灣徵選，並於同年8月通過徵選而成為「AKB48台灣研究生」（下文簡稱台研），但並未獲選前往日本成為AKB48正式成員，而是與大部分的台研成員一樣留在台灣接受培訓。
2017年TPE48一期生徵選開跑後，以台研的身分從徵選第三階段加入，在第三階段的人氣票選中獲得最高票而晉級最終審查，在第三階段進行的Live.me直播排行上也高居第二名。同年11月30日，與其他5位台研成員登上AKB48劇場，出演即將移籍TPE48的阿部瑪利亞之生誕祭兼壯行公演。
2018年2月4日，通過最終審查成為TPE48的一期生合格者，同年3月初前往日本錄製AKB48第51張單曲《Ja-Ba-Ja》所收錄C/W曲《交到朋友了》，此為AKB48史上第二度有海外姐妹團成員參與錄製歌曲。同年3月10日，成為TPE48正式成員。同年8月26日，因为合约问题由TPE48改组成立的AKB48 Team TP正式亮相，邱品涵作为正式成员参与首秀。同年12月25日，组合发行出道单曲《勇往直前》，邱品涵获选为12名选拔成员之一。
2019年12月25日，组合发行第三张单曲《看见夕阳了吗？》，邱品涵首次获选为单曲Center（中心位置）。同年12月31日，邱品涵作为AKB48集团世界选拔成员参加第70回NHK红白歌合战，為史上第六位登上NHK紅白舞台的台灣藝人。
2022年5月18日，入選為第六張單曲《無根無據Rumor》的選拔成員。
2023年5月14日，在Unit Peek A Boo的《手牽手》公演宣布畢業。
2024年1月28日，邱品涵加入日本職棒太平洋聯盟的職業棒球隊福岡軟銀鷹的啦啦隊「Honeys」，成為其正式成員。
2025年1月24日，在個人Instagram宣布已離開Honeys。

## 人物
- 興趣為拍照、跳舞和看電影。
- 特技為轉魔術方塊[17]。
- 喜歡的食物為草莓、干貝、龍蝦。
- 應援色為粉紅色和黃色。
- 講話有點大舌頭。
- 因姓名諧音像皮卡丘（將姓與名位置反轉）而稱呼粉絲為「小智」。

## 參演歌曲

### AKB48 Team TP 單曲CD
| 序  | 發行日期       | 單曲名稱           | 參與歌曲名稱   | 參與名義   | 收錄於 | MV | 備註                 |
| --- | -------------- | ------------------ | -------------- | ---------- | ------ | -- | -------------------- |
| 1st | 2018年12月25日 | 《勇往直前》       | 勇往直前       |            | 全版本 | ★  | A面曲                |
| 1st | 2018年12月25日 | 《勇往直前》       | 樱花瓣         |            | 全版本 | ★  |                      |
| 2nd | 2019年7月26日  | 《TTP Festival》   | TTP Festival   |            |        | ★  | A面曲                |
| 2nd | 2019年7月26日  | 《TTP Festival》   | 綠草地上的奇蹟 |            |        |    |                      |
| 3rd | 2019年12月25日 | 《看見夕陽了嗎？》 | 看見夕陽了嗎？ |            |        | ★  | A面曲 首次擔任Center |
| 3rd | 2019年12月25日 | 《看見夕陽了嗎？》 | 心型病毒       |            |        |    |                      |
| 4th | 2020年9月17日  | 《嗚吼嗚吼吼》     | 嗚吼嗚吼吼     |            |        | ★  | A面曲                |
| 4th | 2020年9月17日  | 《嗚吼嗚吼吼》     | 奔跑吧！企鵝   | Bellflower |        | ★  |                      |
| 5th | 2021年10月15日 | 《一秒一秒約好》   | 一秒一秒約好   |            |        | ★  | A面曲                |
| 6th | 2022年10月14日 | 《無根無據Rumor》  | 無根無據Rumor  |            | 全版本 | ★  | A面曲                |
| 6th | 2022年10月14日 | 《無根無據Rumor》  | 夢之河         |            | 全版本 | ★  | 陳詩雅畢業曲         |
| 7th | 2023年7月21日  | 《11月的腳鍊》     | 11月的腳鍊     |            |        | ★  | A面曲                |
| 7th | 2023年7月21日  | 《11月的腳鍊》     | 夢之路         | 1期生      |        | ★  | 擔任Center           |
| 7th | 2023年7月21日  | 《11月的腳鍊》     | Go Now         |            |        | ★  |                      |

### AKB48 單曲CD
| 序   | 發行日期      | 單曲名稱     | 參與歌曲名稱 | 參與名義       | 收錄於 | MV | 備註  |
| ---- | ------------- | ------------ | ------------ | -------------- | ------ | -- | ----- |
| 51st | 2018年3月14日 | 《Ja-Ba-Ja》 | 交到朋友了   | 抹茶與伙伴們。 | 劇場盤 |    | [ 7 ] |

### 其他作品
| 年份          | 歌名           | 備註                                                                                                   |
| ------------- | -------------- | --- |
| 2020年7月15日 | 《少女咖啡槍》 | 遊戲代言，與陳詩雅、潘姿怡、冼迪琦、蔡亞恩、李孟純、劉語晴、林倢、李佳俐、曾詩羽、林馨、張羽翎共同演出 |

## 演出作品

### 綜藝節目
- 我愛偶像（MTV娛樂台，2017年9月20日）
- 木曜4超玩（麥卡貝網路電視，2019年8月8日、2019年9月26日）
- 娛樂鄉民（MOMOTV綜合台，2019年8月23日）
- 娛樂百分百（八大綜合台，2019年8月26日、2022年7月13日、2022年7月18日）

### 廣告代言
- 聯華食品【卡迪那四重脆：就4脆篇】[18] （2020年3月16日上傳）、【電影院篇】[19] （2020年3月17日上傳，未在電視播出）
- 全家便利商店「全家Ｘ霹靂Ｘ三麗鷗」集點活動[20] （2021年7月28日上傳）

## 外部鏈結
- 邱品涵的Instagram帳戶
- 邱品涵的Facebook專頁
- YouTube上的邱品涵頻道
- 邱品涵的SHOWROOM專頁
- .   [2019-03-13]. （原始内容存档于2019-03-30） （中文（臺灣））.
- . 福岡軟體銀行鷹官網.   [2024-06-14]. （原始内容存档于2024-06-14）.